# Туктибаев (село)
Туктибаев (каз. Түктібаев, до 1997 г. — Бозколь) — село в Казалинском районе Кызылординской области Казахстана. Административный центр и единственный населённый пункт Алгинского сельского округа. Находится примерно в 53 км к западу от районного центра, посёлка Айтеке-Би. Код КАТО — 434432100.

## Население
В 1999 году население села составляло 1819 человек (934 мужчины и 885 женщин). По данным переписи 2009 года, в селе проживали 1803 человека (944 мужчины и 859 женщин).